# UTC−10:00

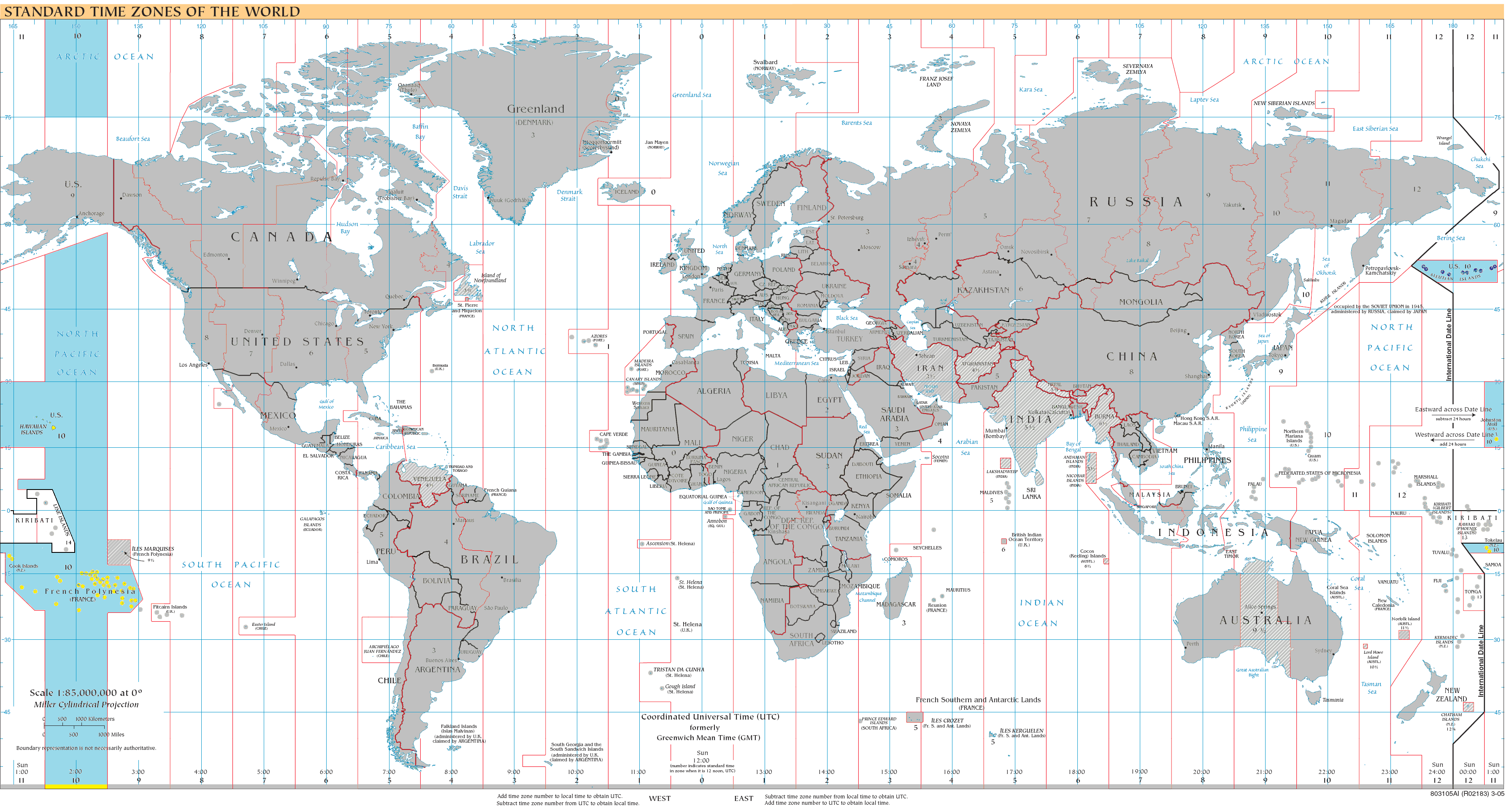
území, kde čas UTC-10 platí celoročně
území, kde čas UTC-10 platí sezónně v zimním období
území, kde čas UTC-10 platí sezónně v letním období
území, kde čas UTC-10 neplatí
mořské plochy spadající do pásma UTC-10
mořské plochy nespadající do pásma UTC-10
Poznámka: Stav k roku 2008

UTC-10:00 je zkratka a identifikátor časového posunu o -10 hodin oproti koordinovanému světovému času. Tato zkratka je všeobecně užívána.
Existují i jiné zápisy se stejným významem:
- UTC-10 — zjednodušený zápis odvozený od základního[1]
- W — jednopísmenné označení používané námořníky, které lze pomocí hláskovací tabulky převést na jednoslovný název (Whiskey).[2]

Zkratka se často chápe ve významu časového pásma s tímto časovým posunem. Odpovídajícím řídícím poledníkem je pro tento čas 150° západní délky, čemuž odpovídá teoretický rozsah pásma mezi 142°30′ a 157°30′ západní délky.

## Jiná pojmenování
| zkratka | česky | anglicky             | poznámka                          | odkaz |
| CKT     | -     | Cook Island Time     | viz časová pásma na Novém Zélandu | [ 4 ] |
| HST     | -     | Hawaii Standard Time | viz časová pásma v USA            | [ 5 ] |
| TAHT    | -     | Tahiti Time          | viz časová pásma ve Francii       | [ 6 ] |

## Úředně stanovený čas
Čas UTC−10:00 je používán na následujících územích, přičemž standardním časem se míní čas definovaný na daném území jako základní, od jehož definice se odvíjí sezónní změna času.

### Celoročně platný čas
- Cookovy ostrovy (Nový Zéland) — standardní čas platný na tomto souostroví
- Francouzská Polynésie (Francie) — standardní čas platný na části území (Jižní souostroví, Společenské ostrovy, Tuamotu, částečně Gambierovy ostrovy[p 6])
- Johnstonův atol (pod správou USA v rámci menších odlehlých ostrovů Spojených států amerických) — standardní čas platný na tomto neobydleném ostrově
- Spojené státy americké — standardní čas platný na části území (Havaj)

### Sezónně platný čas
- Spojené státy americké — standardní čas platný[p 7] na části území (Aleutské ostrovy[p 8])